# Alice Carpanese
Alice Carpanese (Padova, 19 novembre 1987) è una nuotatrice italiana.
Specializzata nei 100 e 200 m stile libero, ha vinto la medaglia di bronzo nella staffetta 4 × 200 m stile libero agli europei di Eindhoven del 2008, stabilendo il nuovo primato italiano in 7'55"09. Attualmente si allena a Padova.

## Palmarès
| Giochi olimpici            | ---                   | ---                     | 4 × 100 m st. libero         | 4 × 200 m st. libero              | 4 × 100 m mista   |
| 2008 Pechino Cina          | ---                   | ---                     | ---                          | 4ª nuota in batteria              | ---               |
| Campionati mondiali        | ---                   | ---                     | 4 × 100 m st. libero         | 4 × 200 m st. libero              | 4 × 100 m mista   |
| 2009 Roma Italia           | ---                   | ---                     | ---                          | 4ª - 7'46"57 frazione: 1'57"36    | ---               |
| Campionati europei         | 100 m st. libero      | 200 m st. libero        | 4 × 100 m st. libero         | 4 × 200 m st. libero              | 4 × 100 m mista   |
| 2008 Eindhoven Paesi Bassi | ---                   | 31ª in batteria 2'04"26 | ---                          | Bronzo: 7'55"69 frazione: 2'01"06 | ---               |
| Europei in vasca corta     | 100 m st. libero      | 200 m st. libero        | 400 m st. libero             | ---                               | 4 × 50 m mista    |
| 2008 Rijeka Croazia        | 22ª in batteria 55"05 | 12ª in batteria 1'57"71 | 15ª in batteria 4'07"71      | ---                               | ---               |
| Giochi del Mediterraneo    | 100 m st. libero      | 200 m st. libero        | 4 × 100 m st. libero         | 4 × 200 m st. libero              | 4 × 100 m mista   |
| 2005 Almeria Spagna        | ---                   | ---                     | 4ª - 3'50"68 frazione: 57"90 | Bronzo: 8'13"22 :                 | Bronzo: 4'11"85 : |
| 2009 Pescara Italia        | 7ª 56"48              | Bronzo 2'00"67          | ---                          | Oro: 7'56"69 frazione: 1'59"41    | ---               |
| Universiadi                | 100 m st. libero      | 200 m st. libero        | 4 × 100 m st. libero         | 4 × 200 m st. libero              | 4 × 100 m mista   |
| 2007 Bangkok Thailandia    | ---                   | ---                     | ---                          | Bronzo: 8'01"11 frazione: 2'02"19 | ---               |
| Europei giovanili          | 100 m st. libero      | 200 m st. libero        | 4 × 100 m st. libero         | 4 × 200 m st. libero              | 4 × 100 m mista   |
| Glasgow 2003 Scozia        | ---                   | ---                     | 4ª nuota in batteria         | ---                               | ---               |

### Altri risultati
Giochi mondiali militari
- 2011: Rio de Janeiro, Brasile[1]

4 × 100 m stile libero: argento, 3'47"45

### Campionati italiani
9 titoli in staffette, così ripartiti:
- 5 nella 4 × 100 m stile libero
- 4 nella 4 × 200 m stile libero

nd = non disputata
| Anno | Edizione    | st.libero 200 m | st.libero 4 × 50 m | st.libero 4 × 100 m | st.libero 4 × 200 m |
| ---- | ----------- | --------------- | ------------------ | ------------------- | ------------------- |
| 2003 | Primaverili | -               | nd                 | -                   | 3                   |
| 2004 | Primaverili | -               | nd                 | 3                   | 2                   |
| 2004 | Estivi      | -               | nd                 | 3                   | 2                   |
| 2005 | Primaverili | -               | nd                 | 1                   | 1                   |
| 2005 | Estivi      | -               | nd                 | 3                   | 1                   |
| 2006 | Primaverili | -               | nd                 | -                   | 2                   |
| 2006 | Estivi      | -               | nd                 | -                   | 2                   |
| 2007 | Primaverili | -               | nd                 | 1                   | 2                   |
| 2007 | Estivi      | -               | nd                 | 2                   | 1                   |
| 2008 | Primaverili | 2               | nd                 | 1                   | 2                   |
| 2008 | Estivi      | 2               | nd                 | 1                   | 1                   |
| 2008 | Invernali   | 3               | nd                 | nd                  | nd                  |
| 2009 | Estivi      | 2               | nd                 | -                   | -                   |
| 2010 | Primaverili | -               | nd                 | 2                   | 3                   |
| 2010 | Invernali   | -               | 2                  | nd                  | nd                  |
| 2011 | Primaverili | -               | nd                 | 1                   | 2                   |
| 2013 | Primaverili | -               | nd                 | 1                   | nd                  |